# Diócesis de Digne
La diócesis de Digne (en latín: Dioecesis Diniensis y en francés: Diocèse de Digne, Riez et Sisteron) es una circunscripción eclesiástica de la Iglesia católica en Francia. Se trata de una diócesis latina, sufragánea de la arquidiócesis de Marsella. Desde el 15 de octubre de 2022 su obispo es Emmanuel Gobilliard. Desde el 15 de febrero de 1916 los obispos llevan los título de obispos de Riez (en latín: Reiensis y de Sisteron (en latín: Sistariensis).

## Territorio y organización

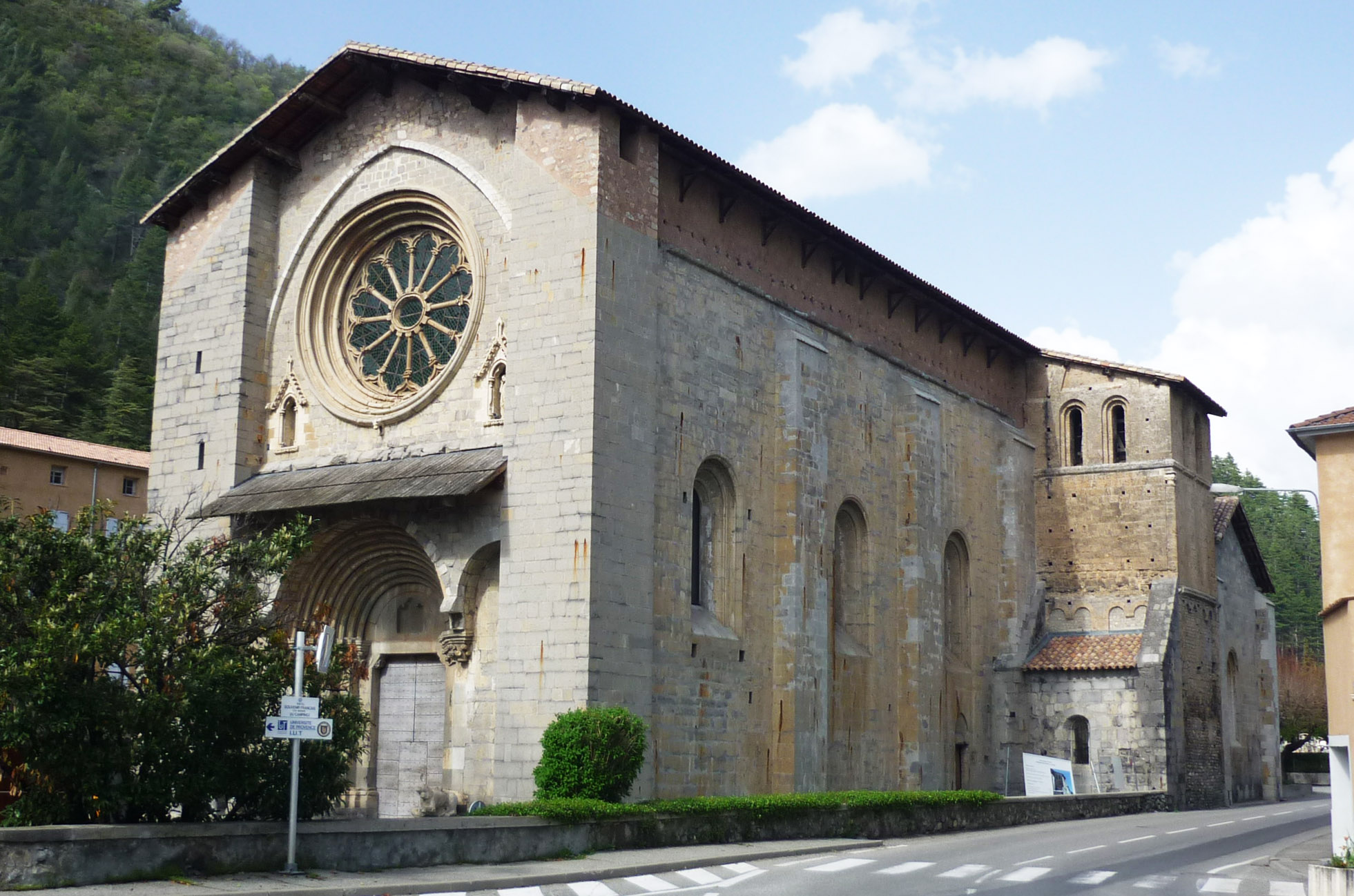
Excatedral de Notre-Dame-du-Bourg, en Digne-les-Bains

La diócesis tiene 6925 km² y extiende su jurisdicción sobre los fieles católicos de rito latino residentes en el departamento de Alpes de Alta Provenza en la región de Provenza-Alpes-Costa Azul. Al oeste se encuentra la arquidiócesis de Aviñón, al noroeste la diócesis de Valence, al norte la arquidiócesis de Gap, al noreste se encuentran las diócesis de Saluzzo y Cuneo en Italia, al sureste la Diócesis de Niza y al sur la de Fréjus-Tolón.

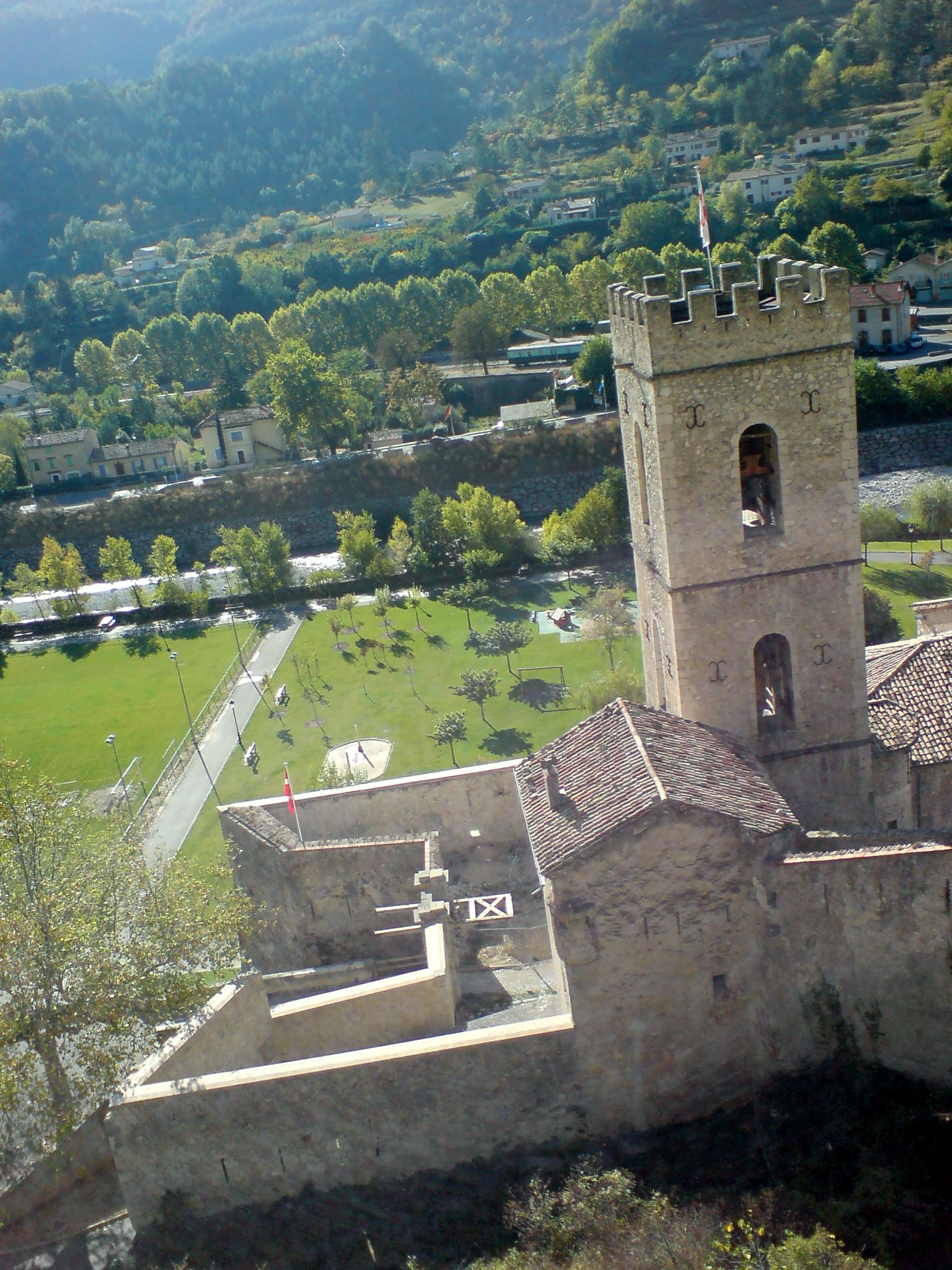
Excatedral de Nuestra Señora de la Asunción, en Entrevaux

La sede de la diócesis se encuentra en la ciudad de Peyruis, pero en Digne-les-Bains se halla la Catedral de San Jerónimo y la excatedral de Notre-Dame-du-Bourg. En Entrevaux se encuentra la excatedral de Nuestra Señora de la Asunción (de la diócesis de Glandèves); en Sisteron se halla la excatedral de Nuestra Señora de los Pommiers (de la diócesis de Sisteron) y en Riez la excatedral de Nuestra Señora de la Asunción (de la diócesis de Riez).

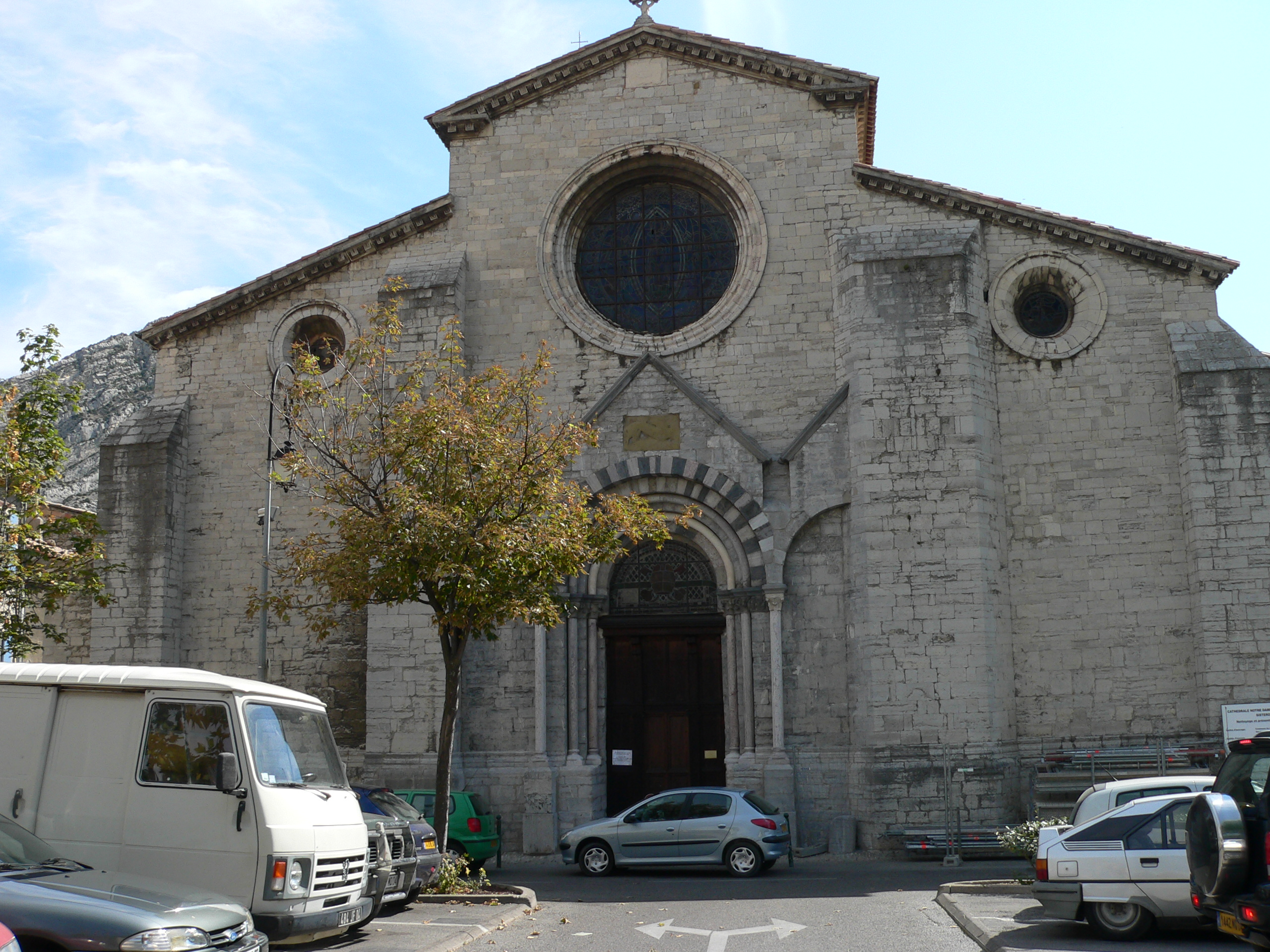
Excatedral de Nuestra Señora de los Pommiers, en Sisteron

En 2021 en la diócesis existían 198 parroquias.

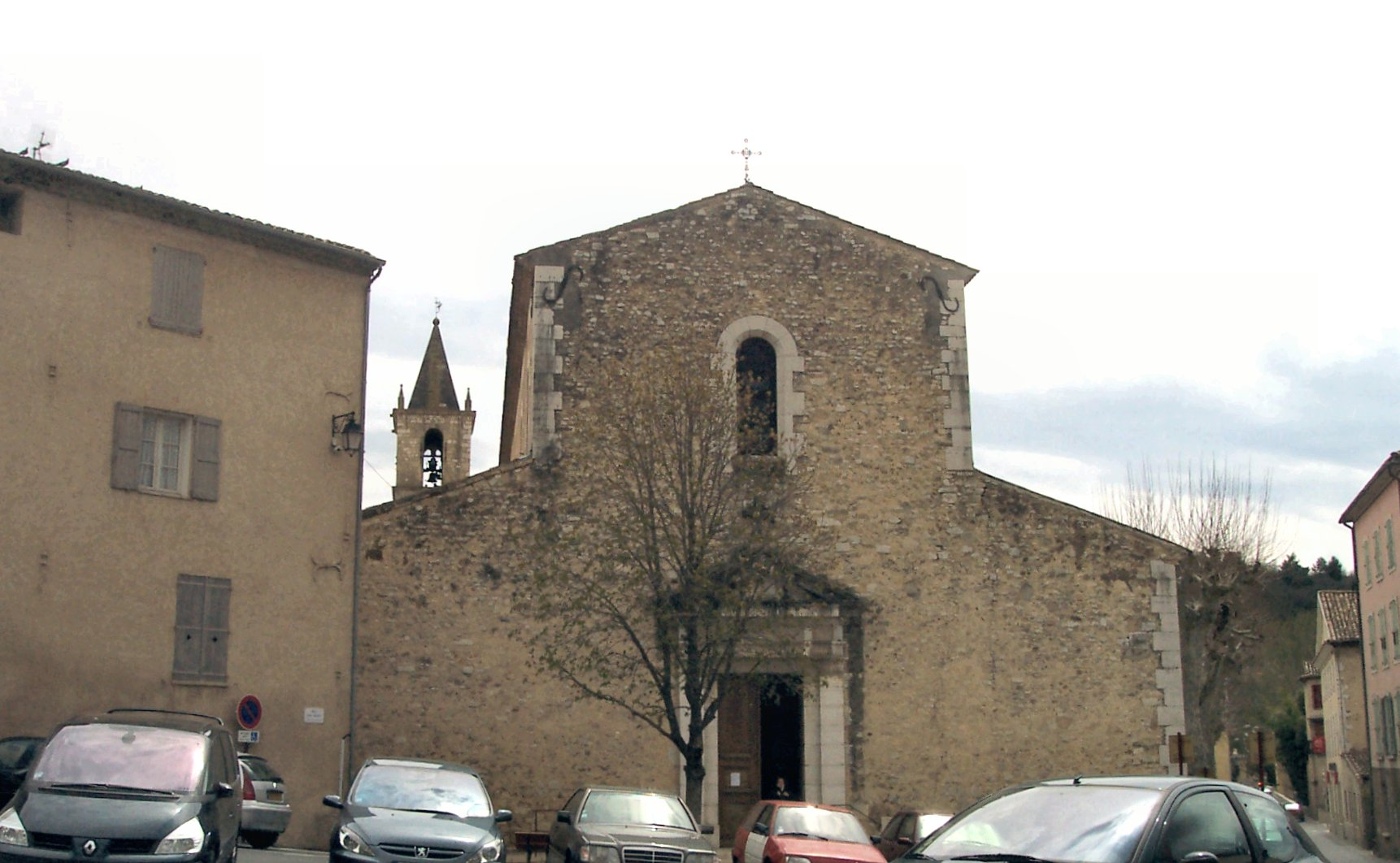
Excatedral de Nuestra Señora de la Asunción, en Riez

La diócesis se formó en el siglo IV ganando territorio de diversas diócesis en 1801, y el 15 de febrero de 1916 fue unida en título con las diócesis de Riez y Sisteron, suprimidas en 1801.

## Historia
Según la tradición, la evangelización de la región de Digne se debe a san Vicente, compañero de san Marcelino de Embrun. Junto a él se encuentra la figura de san Donnino, considerado el primer obispo de la diócesis, que fue erigida en el siglo X. Originalmente y hasta 1801 fue sufragánea de la arquidiócesis de Embrun. La diócesis, muy pequeña, se extendía sobre dos valles de los Alpes, el valle de Bléone y el valle de Bés. El primer obispo que se puede atribuir con seguridad a Digne es Pentadio que participó en el Concilio de Agde en 506.
A principios de la Edad Media y hasta el siglo IV, la región fue devastada por los sarracenos, que dificultaron la vida cristiana. En este período se conocen muy pocos nombres de obispos de Digne. Tras el establecimiento del Reino de Borgoña, los obispos de Digne se convirtieron en príncipes feudales con gobierno sobre la ciudad episcopal, hasta la anexión de Provenza al Reino de Francia en el siglo XV.
El seminario diocesano no fue inaugurado hasta 1779 por el obispo Pierre-Paul du Caylar. La diócesis era de tamaño modesto como todas las diócesis de la región: en 1790 incluía 33 parroquias, atendidas por más de 100 sacerdotes seculares y una veintena de sacerdotes religiosos.
En 1790 el obispo François du Mouchet de Villedieu fue declarado depuesto por la autoridad civil por no querer jurar fidelidad a la Constitución civil del clero y sustituido el 20 de marzo de 1791 por el obispo constitucional Jean-Baptiste de Villeneuve, nunca reconocido por la Santa Sede.
A raíz del concordato con la bula Qui Christi Domini del papa Pío VII del 29 de noviembre de 1801, se suprimieron algunas diócesis, cuyos territorios fueron parcialmente incorporados a la diócesis de Digne, que pasó a ser sufragánea de la arquidiócesis de Aix. Para hacer coincidir los límites de la diócesis con los del departamento, se amplió el territorio diocesano original con:
- 50 parroquias (de 61) de la suprimida diócesis de Sisteron;
- 38 parroquias (de 60) de la suprimida diócesis de Riez;
- 35 parroquias (de 219) de la diócesis de Gap, inicialmente suprimida y luego restaurada en 1822;[nota 1]
- 31 parroquias (de 98) de la suprimida arquidiócesis de Embrun;
- 32 parroquias (de 42) de la suprimida diócesis de Senez;
- 15 parroquias (de 56) de la suprimida diócesis de Glandèves;
- 9 parroquias (de 33) de la suprimida diócesis de Apt;
- 5 parroquias (de 90) de la arquidiócesis de Aix.

Desde el 15 de febrero de 1916, los obispos de Digne tienen el privilegio de añadir a su título el de obispos de Riez y Sisteron.
El 8 de diciembre de 2002, con la reorganización de los distritos diocesanos franceses, pasó a formar parte de la provincia eclesiástica de la arquidiócesis de Marsella.
El obispo Jean-Philippe Nault, fue nombrado por el papa Francisco el 7 de noviembre de 2014.
El 29 de octubre de 2016, el obispo Philippe Nault, al final de un largo estudio para resolver el problema de la excesiva descentralización de una residencia episcopal respecto del territorio de la diócesis, anunció la decisión de trasladar la residencia a Peyruis, una pequeña ciudad bien comunicada por vías de comunicación, con un proceso paulatino que sigue las necesarias obras de renovación.

## Estadísticas
Según el Anuario Pontificio 2022 la diócesis tenía a fines de 2021 un total de 116 130 fieles bautizados.
| Año                                                                             | Población            | Población | Población      | Sacerdotes | Sacerdotes    | Sacerdotes    | Bautizados por sacerdote | Diáconos permanentes | Religiosos | Religiosos | Parroquias |
| Año                                                                             | Bautizados católicos | Total     | % de católicos | Total      | Clero secular | Clero regular | Bautizados por sacerdote | Diáconos permanentes | Varones    | Mujeres    | Parroquias |
| ------------------------------------------------------------------------------- | -------------------- | --------- | -------------- | ---------- | ------------- | ------------- | ------------------------ | -------------------- | ---------- | ---------- | ---------- |
| 1948                                                                            | 75 000               | 80 000    | 93.8           | 170        | 170           |               | 441                      |                      |            | 250        | 346        |
| 1970                                                                            | 95 000               | 105 000   | 90.5           | 107        | 101           | 6             | 887                      |                      | 6          | 290        | 192        |
| 1980                                                                            | 107 000              | 120 000   | 89.2           | 99         | 86            | 13            | 1080                     |                      | 22         | 430        | 198        |
| 1990                                                                            | 101 000              | 126 000   | 80.2           | 89         | 67            | 22            | 1134                     |                      | 28         | 245        | 198        |
| 1999                                                                            | 110 000              | 143 000   | 76.9           | 65         | 51            | 14            | 1692                     | 2                    | 19         | 153        | 198        |
| 2000                                                                            | 110 000              | 139 523   | 78.8           | 64         | 49            | 15            | 1718                     | 4                    | 23         | 139        | 198        |
| 2001                                                                            | 110 000              | 139 523   | 78.8           | 61         | 48            | 13            | 1803                     | 4                    | 21         | 146        | 198        |
| 2002                                                                            | 110 000              | 139 523   | 78.8           | 58         | 46            | 12            | 1896                     | 4                    | 18         | 141        | 198        |
| 2003                                                                            | 110 000              | 139 523   | 78.8           | 56         | 43            | 13            | 1964                     | 5                    | 22         | 149        | 198        |
| 2004                                                                            | 110 000              | 139 523   | 78.8           | 56         | 48            | 8             | 1964                     | 5                    | 24         | 159        | 198        |
| 2006                                                                            | 96 271               | 139 523   | 69.0           | 50         | 43            | 7             | 1925                     | 6                    | 28         | 136        | 198        |
| 2013                                                                            | 112 800              | 163 500   | 69.0           | 41         | 30            | 11            | 2751                     | 10                   | 29         | 107        | 198        |
| 2016                                                                            | 114 178              | 161 241   | 70.8           | 37         | 26            | 11            | 3085                     | 9                    | 26         | 102        | 198        |
| 2019                                                                            | 115                  | 162 565   | 70.8           | 31         | 27            | 4             | 3713                     | 7                    | 17         | 71         | 198        |
| 2021                                                                            | 116 130              | 164 000   | 70.8           | 33         | 29            | 4             | 3519                     | 5                    | 30         | 65         | 198        |
| Fuente: Catholic-Hierarchy, que a su vez toma los datos del Anuario Pontificio. |                      |           |                |            |               |               |                          |                      |            |            |            |

## Episcopologio
- San Donnino † (segunda mitad del siglo IV)
- San Vincenzo † (segunda mitad del siglo IV)
- Nettario † (antes de 439-después de 455)
- Memoriale † (mencionado en 463)[nota 2]
- Pentadio † (mencionado en 506)
- Porziano † (antes de 524-después de 533)[nota 3]
- Ilario † (antes de 549-después de 554)
- Eraclio (o Aredio) † (antes de 573-después de 585)
- Paolo †
- Massimo † (mencionado en 614)[nota 4]
- Agape e Bobone † (?-650 depuesto)[nota 5]
- Rambaldo (o Ragambaldo) † (mencionado en 788)
- Blederico † (mencionado en 899)
- Emino † (mencionado en 1025)
- Bernard I † (mencionado en 1035)
- Hugues I † (antes de 1038-después de 1065)
- Laugier † (mencionado en 1070)
- Guy † (mencionado en 1146)
- Pierre I Hesmido (o Hesmivy) †
- Hugues II de Vars †
- Hugues III †
- Pierre de Droilla †[nota 6]
- Bernard II † (mencionado en 1076)
- Guillaume de Benevento, O.Cist. † (1179-circa 1184)[nota 7]
- Guigue (Guy) de Revel † (1184-después de 1185)
- Bertrand de Turriers † (antes de 1192-después de 1196)
- Ismidon † (mencionado en 1206)
- Walon de Dampierre † (mencionado en 1209)
- Lantelme † (1210-6 de octubre de 1232 falleció)
- Hugues de Laon † (antes de 1233-después de 1242)
- Amblard † (1247-1248 renunció)
- Boniface † (22 de octubre de 1248-25 de mayo de 1278 falleció)
- Guillaume des Porcelets, O.F.M. † (2 de diciembre de 1289-después de 1294)
- Hugues V † (mencionado en 1297)
- Renaud des Porcelets † (antes del 2 de enero de 1303-circa 1318 falleció)
- Armand de Vernon † (8 de julio de 1318-25 de enero de 1324 nombrado obispo de Nimes)
- Guillaume de Sabran, O.S.B. † (25 de enero de 1324-circa 1325 falleció)
- Guillaume Ebrard † (mencionado en 1326)
- Elzéar de Villeneuve † (17 de noviembre de 1327-7 de octubre de 1341 falleció)
- Jean Peissoni † (17 de diciembre de 1341-2 de agosto de 1361 nombrado arzobispo de Aix)
- Bertrand de Seguret † (20 de mayo de 1362-circa 1385 falleció)
- Nicolas de Corbaire, O.F.M. † (4 de junio de 1397-5 de marzo de 1406 falleció)
- Bertrand Raoul, O.F.M. † (10 de marzo de 1406-26 de febrero de 1432 falleció)
- Pierre de Verceil, O.S.B. † (31 de marzo de 1432-25 de septiembre de 1439 nombrado obispo de Meaux)
- Guillaume d'Estouteville, O.S.B.Clun. † (25 de septiembre de 1439-11 de septiembre de 1445 renunció)
- Pierre Turelure, O.P. † (11 de septiembre de 1445-22 de julio de 1466 falleció)
- Conrad de La Croix † (26 de septiembre de 1466-agosto de 1479 falleció)
- Antoine de Guiramand † (24 de septiembre de 1479-? renunció)
- François de Guiramand † (23 de enero de 1512-25 de mayo de 1536 falleció)
- Chérubin d'Orsière † (4 de agosto de 1536-1545 falleció)
- Antoine Olivier † (17 de mayo de 1546-12 de septiembre de 1552 nombrado obispo de Lombez)
- Antoine Héroët † (6 de febrero de 1553-diciembre de 1567 falleció)
- Henri Le Meignen † (17 de marzo de 1568-1587 renunció)
- Claude Coquelet † (26 de octubre de 1587-1602 renunció)
- Antoine de Boulogne, O.M. † (10 de junio de 1602-24 de septiembre de 1615 falleció)
- Louis de Bologne † (24 de septiembre de 1615 por sucesión-de febrero de 1628 falleció)
- Raphaël de Bologne † (febrero de 1628 por sucesión-1664 falleció)
- Toussaint de Forbin-Janson † (1664 por sucesión-9 de julio de 1668 nombrado obispo de Marsella)
- Jean-Armand de Rotondis de Biscarras † (3 de agosto de 1668-5 de agosto de 1669 nombrado obispo de Lodève)
- Jean de Vintimille du Luc † (2 de junio de 1670-27 de abril de 1676 nombrado obispo de Tolón)
- Henri Félix de Tassy † (19 de octubre de 1676-31 de enero de 1678 nombrado obispo de Chalon)
- François Le Tellier † (28 de febrero de 1678-11 de febrero de 1708 falleció)
- Henri de Pujet † (3 de octubre de 1708-22 de enero de 1728 falleció)
  - Jean d'Yse de Saléon † (18 de febrero de 1728-8 de febrero de 1730 nombrado obispo de Agen) (obispo electo)
- Antoine Amable de Feydeau, O.Carm. † (11 de septiembre de 1730-3 de diciembre de 1741 falleció)
- Jean-Louis du Lau † (24 de septiembre de 1742-15 de septiembre de 1746 falleció)
- Louis Sextius de Jarente de La Bruyère † (10 de abril de 1747-28 de febrero de 1758 renunció[nota 8])
- Pierre-Paul du Caylar † (13 de marzo de 1758-20 de junio de 1784 renunció)
- François du Mouchet de Villedieu † (25 de junio de 1784-10 de agosto de 1823 falleció)[nota 9]
- Irénée-Yves Desolle (Dessole) † (10 de julio de 1802-22 de marzo de 1805 nombrado obispo de Chambéry)
- François-Melchior-Charles-Bienvenu de Miollis † (23 de diciembre de 1805-31 de agosto de 1838 renunció)
- Marie-Dominique-Auguste Sibour † (23 de diciembre de 1839-11 de septiembre de 1848 nombrado arzobispo de París)
- Marie-Julien Meirieu † (11 de diciembre de 1848-enero de 1880 renunció)
- Louis-Joseph-Marie-Ange Vigne † (27 de febrero de 1880-27 de marzo de 1885 nombrado arzobispo de Aviñón)
- Alfred-François Fleury-Hottot † (27 de marzo de 1885-26 de mayo de 1887 nombrado obispo de Bayona)
- Henri-Abel Mortier † (26 de mayo de 1887-27 de enero de 1889 falleció)
- Pierre-Paul Servonnet † (27 de mayo de 1889-19 de abril de 1897 nombrado arzobispo de Bourges)
- Jean Hazera † (19 de abril de 1897-17 de junio de 1905 falleció)
- Dominique Castellan † (13 de julio de 1906-26 de mayo de 1915 nombrado arzobispo de Chambéry)
- Léon-Adophe Lenfant † (1 de junio de 1915-6 de agosto de 1917 falleció)
- Jean-Joseph-Benoît-Marie Martel † (27 de noviembre de 1917-17 de marzo de 1923 falleció)
- Cosme-Benjamin Jorcin † (23 de diciembre de 1923-20 de diciembre de 1958 falleció)
- René-Fernand-Bernardin Collin, O.F.M. † (21 de diciembre de 1958-1 de diciembre de 1980 retirado)
- Edmond-Marie-Henri Abelé † (1 de diciembre de 1980-2 de junio de 1987 renunció)
- Georges Paul Pontier (2 de febrero de 1988-5 de agosto de 1996 nombrado obispo de La Rochelle)
- François-Xavier Jacques Marie Loizeau (10 de noviembre de 1997-7 de noviembre de 2014 retirado)
- Jean-Philippe Nault (7 de noviembre de 2014-9 de marzo de 2022 nombrado obispo de Niza)
- Emmanuel Gobilliard, desde el 15 de octubre de 2022